# På høje tid
På høje tid er en kortfilm fra 2015 instrueret af Sylvia Le Fanu.

## Handling
Den 19-årige Hannah skal for første gang fejre jul alene med sin far Poul efter morens død. De forsøger begge desperat at opretholde familiens traditioner under julemiddagen, men under overfladen ulmer sorgen, der kommer til udtryk i bebrejdelser, berøringsangst, misforståelser og i den akavede stilhed. Hvordan kan man finde hyggen, når sorgen banker på?

## Medvirkende
- Frederikke Dahl Hansen
- Joen Bille